# Јерусалим
Јерусалим (хебр. יְרוּשָׁלַיִם [] — Јерушалајм, арап. القُدس [] — ел-Кудс) јесте град у југозападној Азији, између Средоземног и Мртвог мора. Један је од најстаријих градова на свету и сматра се светим за три главне аврамске религије — јудаизам, хришћанство и ислам. И Израел и Палестина сматрају Јерусалим својим главним градом, с тим да Израел има контролу над градом. Међутим, ниједна позиција није међународно призната. Решење о трајном политичком статусу Јерусалима је једна од главних тема у решавању Арапско-израелског сукоба.
Историја града сеже уназад до четвртог миленијума пре нове ере, што га чини једним од најстаријих градова у свету. Јерусалим је најсветији град Јудаизма и духовни центар Јеврејског народа још од десетог века пре нове ере. Такође, садржи одређени број историјских локација значајних за хришћанство, а муслимани га признају за трећи најсветији град Ислама. Иако има површину од свега 0,9 km². Стари град је дом историјским местима од велике важности за три највеће светске монотеистичке религије, између осталих џамије Ел Аксе, Зида плача (Западног зида), и Цркве Васкрсења Христовог (Цркве Светог гроба). Традиционално је подељен на четири дела: јерменску, хришћанску, јеврејску и муслиманску четврт и номинован је за уврштавање на листу Места светског наслеђа која су у опасности од уништења. На ову листу га је номиновала држава Јордан 1982. године. У току своје историје град је био уништен два пута, под опсадом 23 пута, нападнут 52 пута, а 44 пута је био заузиман.
Статус града је под великим несугласицама. Од примирја 1949. године између Израела и Јордана Зелена Линија пресеца град. Након победе у Шестодневном рату 1967. године Израел контролише цели град, те га званично присваја. По Израелском Јерусалимском закону, Јерусалим је главни град државе Израел и центар је Јерусалимског округа. Такође је седиште државне управе, те уобичајено служи као главни град Израела. Многе државе не признају израелско присвaјење града или делова града, те подржавају свој став с тим што задржавају своје амбасаде у Тел Авиву или тек у предграђу Јерусалима. Палестинци такође сматрају читав или део Јерусалима главним градом будуће Палестине. Израелска анексија Јерусалима је више пута осуђивана од стране Уједињених нација. Палестинци су прогласили Источни Јерусалим за главни град своје будуће државе. У складу са резолуцијом Уједињених нација 478. (усвојена 1980. године) највећи број амбасада је пресељен из овог града, иако неке од држава (као САД) још увек поседују земљу у граду намењену смјештају амбасаде, када буде постигнут евентуални консензус међународне заједнице о томе.

## Смештај и становништво
Град је смештен на раскршћу путева који воде од Средоземног мора и Тел Авива према Мртвом мору и Јерихону, те од Дамаска и Шекема или Наблуса на северу, према Хеброну на југу. Налази се на надморској висини између 650 и 840 m, на подручју где пустиња прелази у полупустињу.
У граду, којем службено припадају и многа околна јеврејска насеља, живи 724.000 становника (подаци од 24. маја 2006. године). Национални, културни, социјални и верски састав становништва изразито је разнолик, а често су поједине националне, културне и верске групе међусобно одељене.
Обично се град дели на западни, који је претежно јеврејски, и источни, који је претежно арапски. У оквиру источног Јерусалима налази се и Стари град, који је подељен у четири четврти: муслиманску, јеврејску, хришћанску и јерменску.
Јерусалим је 2007 године имао 746.0000 становника, од чега 64% Јевреја, 32% Муслимана, 2% хришћана и 2% осталих, Иако је у античко време Јерусалим био велик град, у каснијем историјском периоду, посебно за време Отоманске Империје, његова величина била је знатно смањена. Тако је 1844 године Јерусалим имао свега 15510 становника, од чега око 7120 Јевреја, 5000 Муслимана и 3390 хришћана По британском попису из 1922 године, Јерусалим је имао 62,578 становника, од чега   33,971 Јевреја	13,413 Муслимана и 14,669 Хришћна.

## Историја
Археолошки налази који упућују на постојање насеља на месту овог града потичу из 3. миленијума п. н. е. Прво спомињање града у писаним изворима је из 2. миленијума п. н. е.
Проклињући текстови (енгл. execration - гнушање, проклињање), познати и као Забрањена листа (енгл. Proscription Lists) (из  века п. н. е.), који помињу град по имену Рошламем или Рош-рамен, као и „Амарна“ писма или „Амарна“ таблице (енгл. Amarna letters, Amarna tablets) (из  века п. н. е.) су вероватно најстарија писана сведочанства о граду. Неки археолози, укључујући Катлин Кењон, верују да је Јерусалим као град основан од стране западносемитског народа који су градили насеља још око 2.600 године п. н. е. У складу са јеврејским предањима Јерусалим су основали Сам и "Ебер", Аврамови потомци. Прво помињање у Библији наводи да је Јерусалем био под влашћу Мелхиседека (по суфијској традицији његово име је ел Кхидр) Ибрахимовог савезника. Нешто касније град се налазио на територији племена Бењамин (једног од дванаест израелских племена), али још увек под влашћу Јебузита (ханаанског племена), све док га Давид није начинио главним градом уједињеног Израелског краљевства (око 1.000 године п. н. е.) (занимљиво је да према ранијим археолошким ископавањима нису пронађени трагови насилног освајања града). Скора ископавања великих камених структура су протумачена од стране појединих археолога као потврда навода из светих књига.
Као град припадао је народу Ханаанаца, а од 1600. до 1300. п. н. е. пао је под египатски утицај, а ханаански су владари плаћали данак фараону. Према извештајима тих владара, који су остали записани у египатским архивима, град су у то доба угрожавали "Хабиру", вероватно преци Јевреја, то јест Хебреја.
Око 1000. п. н. е. град су од народа Јебусејаца (вероватно ханаанско племе) освојили Јевреји. Према библијском извјештају, Јевреје је предводио краљ Давид, а Јерусалим постаје средиштем нове државе, те се од тада шири, а археолошки остаци постају све бројнији. У следећем је раздобљу изграђен и Храм уз град, а поступно се шире и зидине. Посебно је велико проширење града било у доба краља Језекиља и Јошије у 8. и 7. веку п. н. е. 587. п. н. е. град пада под вавилонску власт, а разорене су и зидине и Храм.
Под персијским краљем Киром, Јеврејима је 537. п. н. е. омогућен повратак у Јерусалим, а потом и обнова града и Храма, који ће бити познат као Други храм. Град је био средиште и јеврејске побуне против хеленистичке власти у 2. веку п. н. е., а потом и седиште јеврејских етнарха и великих свештеника, све док власт није преузео Ирод Велики који је постао краљ. Он је додатно утврдио град и доградио Храм.
У 1. веку у Јерусалиму је разапет Исус, а град постаје исходиштем хришћанства.
Након Другог јеврејског устанка под водством Бар Кохбе, Римљани сравњују Јерусалим са земљом, граде нови град и мењају му име у Aelia Capitolina. Након 325. и давања слободе хришћанима у Римском царству, у граду се подижу бројне цркве, од којих је најпознатија базилика Светога гроба.
Године 638, Јерусалим освајају Арапи и њиме владају до доласка крсташа 1099, који ће њиме владати до 1187, кад га освајају муслимани са Саладином на челу. Градом ће владати Арапи све до 1517. Тада га заузима турски султан Сулејман I, који поновно гради већи део зидина и већину градских врата која су и данас видљива.
Кроз све ово време мењао се и изглед града. Посебно су за време арапске и крсташке власти настале данашње улице Старог града с тржницама и трговинама. Религиозна архитектура је такође оставила трага, како она исламска, тако и хришћанска. У турско време, особито у првих педесетак година, изграђене су бројне фонтане и градске палате.
Крајем Првог светског рата град 1917. припада Британском мандату над Палестином и отада се све више досељавају Јевреји из Европе, те се граде насеља у западном, новом делу града. Догађаји за време и након Другог светског рата довешће ће до неизвесног положаја Јерусалима, а статус града постаће ће једним од кључних питања у мировним преговорима.

### Период храма
Према хебрејским записима, краљ Давид је владао до 970 године п. н. е. Наследио га је његов син Соломон који је изградио храм на брду Моријах. Соломонов храм (касније познат као Први храм) играо је кључну улогу у јеврејској историји као место где је био чуван Ковчег Савеза. Преко 450 година, све до вавилонског освајања 587. године п. н. е., Јерусалим је био политички главни град првог уједињеног краљевства Израела, а затим Јудејског краљевства, док је храм био религиозни центар Израелаца. Овај период је у историји познат као доба Првог храма. Након Соломонове смрти (око 930. године п. н. е.) десет северних племена су се одвојили од Краљевства Израела. Под водством Куће Давуда и Соломона Јерусалем је остао главни град Јудејског краљевства.
Након што су Асирци освојили Краљевство Израел, 722. године п. н. е., Јерусалем је био преплављен избеглицама из северног краљевства. Период Првог храма се завршио око 586. године п. н. е., након што су Вавилонци заузели Израел и Јерусалем, те уништили Храм. Године 538. п. н. е., након педесет година вавилонске окупације, персијски краљ Кир Велики позвао је Јевреје да се врате у Јудеју и обнове Јерусалим и Храм. Изградња другог храма је завршена 516. године п. н. е. током владавине Дарија Великог, седамдесет година након уништења Првог храма.

### Јеврејско-римски ратови
Како је Рим постајао снажнији поставио је Ирода за марионетског краља. Ирод је дао себи задатак развоја и улепшавања града. Градио је палате, куле и зидове, а и проширио је Храм. За време Иродове владавине површина коју је Храм заузимао се удвостручила. У 6. години нове ере Јерусалим и околина су дошли под директну власт Рима као провинција Јудеја а Иродови наследници су остали краљеви Јудеје до 96. године. Римска власт над Јерусалимом и околином бола је уздрмана Првим јеврејско-римским ратом, који је довео и до уништења Храма 70. године. Град је још једном имао функцију главног града током трогодишње буне познате као устанак бар Кохбе, започет 132. године не. Римљани су угушили и тај устанак 135. године не. Император Хадријан је потом романизовао град, преименовавши га у Aelia Capitolina, и забранио Јеврејима улазак. Такође је преименовао провинцију Јудеју након покушаја Филистинаца да поново јудаизирају земљу. Забрана уласка Јеврејима у град је трајала све до 4. века.
У пет векова након Бар Кохбиног устанка град је мењао име, прво под Римљанима потом под Византијом. Током четвртог века, римски император Константин Велики изградио је одређени број хришћанских грађевина попут Базилике Светога гроба. Јерусалим је достигао максимум популације на крају периода Другог храма: град је лежао површини од 2 km² и бројао 200.000 становника. Након Константина Великог па све до 7. века Јевреји су били истерани из Јерусалима.

### Римско - Персијски ратови
У распону неколико деценија, Јерусалим је прелазио из римских руку у персијске и још једном се вратио под римску власт. У напредовању Сасанид Хозроје II на Византијску територију (почетком седмог века), напредујући кроз Сирију, сасанидски генерали Шахрабараз и Схахин нападали су Јерусалим (персијски: Dej Houdkh). Они су били потпомагани од стране Јевреја у Палестини, који су устали против Византије.
У опсади Јерусалима (614. године), након 21 дана немилосрдног рата, Јерусалим је освојен. Византијске хронике су навеле како су Сасанидска војска и Јевреји заклали десетине хиљада хришћана у граду, епизода која је предмет многих расправа међу историчарима. Град је остао у рукама Сасанида неких петнаест година, док га Византијски цар Хераклије није заузео 629. године.

### Арапска владавина
Јерусалим се сматра трећим најсветијим градом за Ислам након Меке и Медине. Међу муслиманима ранијег доба био је познат као Bayt al-Maqdes, касније је постао познат као al-Quds al-Sharif. Године 638. исламски Халифат је проширио власт на Јерусалим. Халифа Омер потписао је уговор с монофизитским хришћанским патријархом Софронијем Јерусалимским, уверавајући га да су хришћанска света места и становништво заштићени под муслиманском влашћу. Тада је Омер одбио да се моли у цркви, тако да наредне генерације муслимана не би захтевале да се цркве претворе у џамије. Он се молио изван цркве, где је саграђена Омерова џамија која стоји и данас. Према Галилејском бискупу Аркулфу, који је живео у Јерусалиму 679 - 688. године, Омерова џамија је правоугаона дрвена структура изграђена преко рушевина која би могла примити 3.000 верника. Када су муслимани први пут дошли у Bayt al-Maqdes, тражили су место Далеке Свете џамије (Al-Mesdžid Al-Aqsa) што је споменуто у Курану и хадису. Пронашли су место пуно смећа, очистили га и након тога почели користити за молитве. Омејадски калифа, Абд ел Малик наручио је изградњу Куполе на стени у касном VII веку. У X веку историчар ел Муквадаси пише да је Абд ел Малик изградио светилиште, које би се могло такмичити по раскоши са Јерусалимским монументалним црквама.

### Турска владавина
Године 1516. су Османлије под вођством султана Селима I победили Мамелуке у Сирији. У даљим нападима су Османлије освојиле и Египат и Арабију. Јерусалем је добио статус османлијског Санџака. Прва декаде турске владавине су донеле Јерусалему напредак.
Султан Сулејман  је после освајања Јерусалема обновио градске зидине и цитаделу (тврђаву). Обе се данас налазе под заштитом као споменици културе и стоје на листи Унеско - Светског наслеђа.
После 1535. године, султан Сулејман је саградио утврђења града, која и данас чине зидине града. Високе зидине града требало је да означе нову владавину Османа. Јерусалем је између осталога и због тога добио на значају у времену које следи.
Дана 9. децембра 1917. је османлијски гувернер град предао без борбе Британцима, да не би оштетили историјске делове града. Генерал Едмунд Аленби је тога дана умарширао у град.

## Срби у Јерусалиму и околини
Стефан Немања је вероватно први српски владар који је након стварања своје велике српске државе, слао прилоге многим црквама, међу којим и оним у Јерусалиму. Његов син, Св. Сава је два пута био у Светој земљи, 1229. и 1234—1235. године. Први пут је био као христољубиви поклоник, а други пут и у свештено-дипломатској мисији. Откупио је прво једну монашку ћелију и ту основао један манастир. То је храм Св. Јована Богослова на Сиону. Св. Сава је своје јерусалимске богомоље организовао као метохе манастира Св. Саве Освећеног (Јерусалимског), што значи да су били под јурисдикцијом Јерусалимске патријаршије. Српски светитељ је основао само српску монашку колонију, где су долазили српски калуђери али и они других православних народа. Помињу се у књигама "палестински манастири Св. Саве". По повратку са другог хаџилука умро је 14. јануара 1236. године у бугарској престоници Трнову, где је био гост бугарског цара Асена и патријарха Јоакима.
Српски краљ Милутин је основао у Јерусалиму око 1312—1313. године манастир Св. арханђела Михаила и Гаврила, као склониште за српске хаџије. Учинио је то "у знак благодарности Богу и начелницима његових Небеских војски" за победу српских одреда његовог војводе Новака Гребострека над Турцима. Манастир је грађен на месту где се по предању Давиду јавио анђео, унутар зидина Старог града. То је било у непосредној близини цркве Св. Гроба (Васкрсења Христовог) и Грчке патријаршије. Манастир посвећен његовом свом "крсном имену" тј. Немањићкој крсној слави, снабдео је свим потребним стварима и обезбедио му годишње приходе за издржавање. У склопу манастира подиже он и болницу 1315. године, која је одржавана прилозима потоњих српских владара. Манастиром су управљали српски монаси око 300 година, а затим су га преузели Грци.
Краљ је и на гори Синају у манастиру Богородичином, подигао цркву посвећену Св. Стефану. Оба манастира на Светој земљи су имале богате збирке старих српских рукописа из 12-16. века, који су сачувани до краја 19. века, али мало проучени. Милутин је помагао и друге цркве, и је успео много више да постигне од Св. Саве, јер је као моћни владар био у бољој позицији. Он је манастиру обезбедио потпуну самосталност и ставио под административну и духовну надлежност Српске Патријаршије. Ту манастирску цркву је касније украсио и Милутинов унук цар Душан. Хрисовуљом из 1348. године цара Душана, види се да је он том јерусалимском манастиру дао: цркву Св. Николе Врањинског са селима, људима, "са својом метохијом и виноградима, планинама, пасиштима, зимовиштима, млиновима, сенокосима..."
Јерусалимски патријарх Доситеј писао је на грчком језику - Србима у Будиму 1640. године и тражио "да и у будуће милостињу дају Светом гробу". Патријарх Јерусалимски је 1655. године током путешествија посетио и манастир Крушедол.
У православном манастиру Св. Ђорђа 1889. године игуман је био јеромонах Аверкије, Србин родом из Приштине. Манастир се налази на источној страни града, близу Кајафине куће. Још ближе се налази ту велики јерменски манастир. У манастиру је био обезбеђен смештај за осамдесетак ходочасника. Уз њега је боравио Алекса Вукашиновић из Призрена, са задужењем да спроводи ходочаснике Срби и Бугаре по Јерусалиму.
Када је мештанин банатског места Баваниште, Павел Хаџи Стојановић 1781—1782. године био у Светој земљи оставио је записе са поклоничког пута. Он је једног дана идући од Јерусалима, преко Витлејема стигао у седам километара удаљен манастир Св. Саве архиепископа српског. Ту је провео осам дана у молитвеном тиховању. У том великом манастиру је била једна главна велика црква грађена од белог мермера, са још осам мањих црквица. Калуђери су тада били бројни Грци, Срби и Бугари. Испред манастира су биле две велике камене куле за заштиту од напада.

## Географија

### Клима
Град карактерише Медитеранска клима, са топлим сувим летима и хладним кишним зимама. Мало снега падне једном до два пута годишње, с тим да сваке три до четири године дође до веће снежне падавине. Јануар је најхладнији месец у години, са просечним температурама од око 8 °C; а јул и август су најтоплији месеци у години, са просечним температурама од око 23 °C. Температурне разлике током дана и ноћи су велике, тако да су ноћи у Јерусалиму нешто хладније чак и током лета. Просечне годишње падавине износе око 590 mm кише, уз највећи интензитет између октобра и маја.
Највећа количина загађења ваздуха долази од саобраћаја. Многе главне улице у граду нису предвиђене за тренутни опсег саобраћаја, што доводи до закрчења и повећаног избацивања угљен-диоксида у ваздух. Индустријско загађење је нешто мање, међутим емисије фабрика на израелској медитеранској обали могу ваздушним путем доспјети чак до Јерусалема и тако допринијети његовом загађивању.
| Клима Јерусалима                        | Клима Јерусалима | Клима Јерусалима | Клима Јерусалима | Клима Јерусалима | Клима Јерусалима | Клима Јерусалима | Клима Јерусалима | Клима Јерусалима | Клима Јерусалима | Клима Јерусалима | Клима Јерусалима | Клима Јерусалима | Клима Јерусалима |
| Показатељ \ Месец                       | .Јан.            | .Феб.            | .Мар.            | .Апр.            | .Мај.            | .Јун.            | .Јул.            | .Авг.            | .Сеп.            | .Окт.            | .Нов.            | .Дец.            | .Год.            |
| --------------------------------------- | ---------------- | ---------------- | ---------------- | ---------------- | ---------------- | ---------------- | ---------------- | ---------------- | ---------------- | ---------------- | ---------------- | ---------------- | ---------------- |
| Апсолутни максимум, °C (°F)             | 23,4 (74,1)      | 25,3 (77,5)      | 27,6 (81,7)      | 35,3 (95,5)      | 37,2 (99)        | 36,8 (98,2)      | 40,6 (105,1)     | 38,6 (101,5)     | 37,8 (100)       | 33,8 (92,8)      | 29,4 (84,9)      | 26,0 (78,8)      | 40,6 (105,1)     |
| Максимум, °C (°F)                       | 11,8 (53,2)      | 12,6 (54,7)      | 15,4 (59,7)      | 21,5 (70,7)      | 25,3 (77,5)      | 27,6 (81,7)      | 29,0 (84,2)      | 29,4 (84,9)      | 28,2 (82,8)      | 24,7 (76,5)      | 18,8 (65,8)      | 14,0 (57,2)      | 21,52 (70,74)    |
| Просек, °C (°F)                         | 9,8 (49,6)       | 10,5 (50,9)      | 13,1 (55,6)      | 16,8 (62,2)      | 21,0 (69,8)      | 23,3 (73,9)      | 25,1 (77,2)      | 25,0 (77)        | 23,6 (74,5)      | 21,1 (70)        | 16,3 (61,3)      | 12,1 (53,8)      | 18,14 (64,65)    |
| Минимум, °C (°F)                        | 6,4 (43,5)       | 6,4 (43,5)       | 8,4 (47,1)       | 12,6 (54,7)      | 15,7 (60,3)      | 17,8 (64)        | 19,4 (66,9)      | 19,5 (67,1)      | 18,6 (65,5)      | 16,6 (61,9)      | 12,3 (54,1)      | 8,4 (47,1)       | 13,51 (56,31)    |
| Апсолутни минимум, °C (°F)              | −3,4 (25,9)      | −2,4 (27,7)      | −0,3 (31,5)      | 0,8 (33,4)       | 7,6 (45,7)       | 11,0 (51,8)      | 14,6 (58,3)      | 15,5 (59,9)      | 13,2 (55,8)      | 9,8 (49,6)       | 1,8 (35,2)       | 0,2 (32,4)       | −3,4 (25,9)      |
| Количина кише, mm (in)                  | 133,2 (5,244)    | 118,3 (4,657)    | 92,7 (3,65)      | 24,5 (0,965)     | 3,2 (0,126)      | 0,0 (0)          | 0,0 (0)          | 0,0 (0)          | 0,3 (0,012)      | 15,4 (0,606)     | 60,8 (2,394)     | 105,7 (4,161)    | 554,1 (21,815)   |
| Дани са кишом                           | 12,9             | 11,7             | 9,6              | 4,4              | 1,3              | 0,0              | 0,0              | 0,0              | 0,3              | 3,6              | 7,3              | 10,9             | 62               |
| Релативна влажност, %                   | 61               | 59               | 52               | 39               | 35               | 37               | 40               | 40               | 40               | 42               | 48               | 56               | 45,8             |
| Сунчани сати — месечни просек           | 192,9            | 243,6            | 226,3            | 266,6            | 331,7            | 381,0            | 384,4            | 365,8            | 309,0            | 275,9            | 228,0            | 192,2            | 3.397,4          |
| Извор #1: Израелска метереолошка служба |                  |                  |                  |                  |                  |                  |                  |                  |                  |                  |                  |                  |                  |
| Извор #2: NOAA (sun, 1961–1990)         |                  |                  |                  |                  |                  |                  |                  |                  |                  |                  |                  |                  |                  |

## Становништво
Према процени, у граду је 2011. живело 801.000 становника, од чега око 62% Јевреја, 35% муслимана, 2% хришћана и 2% осталих.
| 1983.   | 1995.   | 2011.   |
| ------- | ------- | ------- |
| 428.716 | 617.042 | 801.000 |

Иако је у античко време Јерусалим био велик град, у каснијем историјском периоду, посебно за време Османског царства, његова величина била је знатно смањена. Тако је 1844. године Јерусалим имао свега 15510 становника, од чега око 7120 Јевреја, 5000 Муслимана и 3390 хришћана По британском попису из 1922. године, Јерусалим је имао 62.578 становника, од чега 33.971 Јевреја, 13.413 муслимана и 14.669 хришћана.

## Свети град
Јерусалим је јединствен по томе што означава свето место за три вере: хришћанство, јудаизам и ислам. Зидине старог града опасују простор на којем је зачета читава данашња јеврејска, хришћанска и муслиманска цивилизација. На том месту налазе се најзначајнији историјски споменици као и места на којима су се, по предању, одиграли догађаји описани у светим књигама - Библији и Курану.

### Вероисповести
У Јерусалиму делује велики број религијских заједница и покрета. Мисионарство је забрањено у целом Израелу.
Најбројнија верска заједница у граду су Јевреји. Овде су више него у остатку Израела присутни ултраортодоксни (не-ционисти) и ортодоксни Јевреји (ционисти).
Од исламских заједница заступљени су сунити, шиити, алавити и друзи.
Хришћанске цркве које делују у Јерусалиму су: Васељенска патријаршија, Руска православна црква, Грузијска православна црква, Сиријска оријентално-православна црква, Мелкитска гркокатоличка црква, Старокатоличка црква, Римокатоличка црква, Лутеранска црква, Англиканска црква, Јерменска апостолска црква и Етиопска оријентално-православна црква.
Статистички годишњак града Јерусалима говори да у градском подручју постоје 1204 синагоге, 158 цркава и 73 џамије. Неке локације, попут простора где се некада налазио Јерусалимски храм, су често повод за сукобе.

### Јудаизам
Од 10. века пре нове ере Јерусалим је за јевреје свето место на коме се налазио Соломонов и Други јерусалимски храм. У Старом завету Јерусалим се помиње 632 пута. Овај град се стално помиње као место где се објављују библијска Божја пророчанства и заповести. Ово је посебно карактеристично за књиге пророка Данијела, Јеремије, Исаије, Језекиља, Захарија и за псалме. Једно од најпосећенијих места у Јерусалиму је остатак Соломоновог храма- Јерусалимски Храм, Западни зид, нама познатији као Зид плача. Јевреји из целог света долазе да се моле испред овог зида остављајући поруке на хартији у пукотинама зида. Овде се моле и хасиди - верници са дугачким зулуфима, црном брадом, у црним одорама и са шеширима који личе на цилиндре. Значајна места за Јевреје су, поред Западног зида, још и Давидов и Соломонов гроб.

### Хришћанство
За хришћане је Јерусалим свети град јер је то место где је Исус Христос мучен, разапет и васкрсао. Јерусалим се помиње у Новом завету више од 100 пута. По библијском веровању, Исус је овде донесен убрзо после рођења, ту је касније истерао трговце и мењаче новца из храма, и ту је вечерао са апостолима. Непосредно изван древног Јерусалима (вероватно место је данас унутар града), Исус је распет и сахрањен. Хришћански ходочасници и туристи посећују улицу којом је Христос прошао када је вођен на погубљење. Њено име је Виа Долороса, што значи „Пут бола“. У улици су означена места на којима је Исус падао носећи крст. Данас се ту налази пијаца. На брду Голгота, где је разапет Христос, данас се налази Црква Васкрсења Христовог (Црква Светог Гроба), а у рупу у земљи у коју је био пободен крст посетиоци стављају руке.

### Ислам
За разлику од Библије и Танаха, Куран ниједном не помиње Јерусалим. Ипак, овај град се традиционално сматра трећим најсветијим местом у исламу, после Меке и Медине. За припаднике муслиманске вере значајна је џамија Ел Акса испред које се налази камен са отисцима копита Мухамедовог коња. Предање каже да је коњ своје отиске у њему оставио непосредно пре него што се Мухамед вазнео у небо, где се придружио осталим пророцима ислама.

### Стари град
Стари град у Јерусалиму представља стари део града Јерусалима, који је утврђен зидинама које је последњи пут подигао Сулејман Величанствени. Простире се на површини од 0,9 km² модерног града Јерусалима.
Унутар Старог града се налазе неке од најважнијих верских обележја: Храмовна гора и Зид плача (за јевреје), Храм Васкрсења Христовог (за хришћане), и Купола на стени и џамија Ел Акса (за муслимане). Стари град је традиционално подељен у четири неједнака дела, а данашњи називи су уведени тек у 19. веку. Данас је Стари град у Јерусалиму, подељен на:
- Муслиманску четврт
- Хришћанску четврт
- Јеврејску четврт
- Јерменску четврт

На зидинама Старог града су у почетку постојале четири порте (капије), касније једанаест, од којих је данас отворено седам порти (капија) на Старом граду.

## Привреда
Кроз историју, јерусалимска економија се углавном ослањала на прилив религијских ходочасника, с обзиром да је град био далеко од главних лука Јафе и Газе. Данас град бележи пораст посета страних туриста који углавном посећују Западни зид и стари град. Ипак у задњих пола века постало је јасно да се развој градске економије не може заснивати искључиво на његовом религиозном значају.

## Саобраћај и комуникације
Аеродром који је најближи граду је Атарот аеродром, и он је био кориштен за домаће летове до 2001. године. Након тога је преузет од стране Израелских оружаних снага (због немира у Рамалаху и на Западној Обали). Сви летови с Атарота су преусмјерени на Међународни аеродром Бен Гурион, највећи израелски аеродром (опслужује девет милиона путника годишње).
Egged Bus Cooperative, друга по величини аутобуска компанија на свету, опслужује највећи број локалних и ванградских вожњи са Централне аутобуске станице (на Јафа цести). Године 2008. локални аутобуси, такси возила и приватна возила су били једини облици превоза у граду. У плану је градња Јерусалимске жељезнице, новог транспортног система. Очекује се да ће ова жељезница моћи да превози до 200.000 особа дневно, са 24 стајалишта. Други пројект у току је нова брза жељезничка линија од Тел Авива до Јерусалима.
Begin Expressway је једна од најважнијих јерусалимских транзитних рута; започиње на западу, спајајући се на северу са Рутом 443. (која се пружа према Тел Авиву). Рута 60. иде кроз центар града близу Зелене линије између Источног Јерусалема и Западног Јерусалема. У изградњи су делови 35-километарског "прстена" око града који има за циљ ефикасније повезивање предграђа. Источна половина пројекта је планирана још крајем 1990-их, међутим реакције на тај план су још увек различите.

## Образовање
Јерусалем је дом неколико престижних универзитета који нуде предавања на хебрејском, арапском и енглеском. Један од њих, основан 1925. године, Хебру универзитет Јерусалима (у даљем тексту: Хебрејски универзитет) је био рангиран у најбољих стотину школа у свету. Управни одбор Универзитета је укључивао нека позната имена попут Алберта Ајнштајна и Зигмунда Фројда. Универзитет је дао неколико добитника Нобелове награде, попут Аврама Хершке, Давида Гроса и Данијела Канемана. Један од најбитнијих делова универзитета је Јеврејска национална и универзитетска библиотека (Jewish National and University Library) која садржи преко пет милиона књига. Библиотека је отворена 1892. године, три деценије пре оснивања Универзитета, и то је једно од места са највећим избором литературе са јеврејском тематиком. Данас је она и главна библиотека универзитета и национална и универзитетска библиотека Израела. Хебрејски универзитет има три кампуса у Јерусалему (у Скопској гори, у Гив'ат Рам и медицински кампус у болници Hadassah Ein Kerem.
Ал-Кудс универзитет је основан 1984. године и намењен је углавном Арапима и Палестинцима. Описују се као „једини арапски универзитет у Јерусалиму“. Ал-Кудс универзитет је смештен у југоисточном делу града и поседује кампус величине око 190.000 квадратних метара. Јерусалимска академија музике и плеса и Безалел академија уметности и дизајна су смештене у кампусима Хебрејског Универзитета.
Јерусалимски колеџ технологије, основан 1969. године, комбинује наставу из стручних области са програмом јеврејских наука. То је једна од многих школа у Јерусалиму, од основне школе навише, које комбинују секуларну и верску наставу. Велики број верских образовних институција постоји у граду, а највећа од њих је Мир јешива. У школској 2003—2004. години било је око 8.000 ученика у дванаестогодишњим школама (комбинација наше основне и средње школе) у граду. Да би привукло више студената на факултете, град је почео са понудом специјалних програма са финансијским подстицајима и помоћи код плаћања ренте (студентима који изнајмљују апартмане у стамбеном делу града).
Израел се често критикује због тога што не нуди једнако квалитетан образовни програм за студије на арапском језику у поређењу са програмима на хебрејском језику. Док су многе школе у претежно арапском делу Јерусалима претрпане, Јерусалимска општина гради велики број школа у другим деловима града. У марту 2007. израелска Влада је одобрила нови петогодишњи план за градњу нових 8.000 учионица у граду, од тога 40% у арапском делу, а 28% у Хареди делу. За овај Пројект је предвиђен буџет од 4,6 милијарди шекела. У 2008. години, јеврејски филантропи из Велике Британије су донирали 3 милиона долара за изградњу школа у арапском делу Јерусалема. Иначе програми школа на арапском језику се у већем делу подударају са програмима школа на хебрејском језику, тако да имају и одређене предмете јеврејске тематике.

## Партнерски градови
- Њујорк
- Ayabe
- Москва
- Праг
- Буенос Ајрес
- Рио де Жанеиро
- Џерзи Сити
- Метепек
- Братислава

## Галерија
- Кнесет - је израелски парламент
- Врховни суд Израела
- Израелски Министарство иностраних послова
- Банка Израела
- Национално седиште полиције Израела
- Махон хамикдаш
- Плоча Помазања у Цркви Св. Гроба
- Чувари Св. Гроба
- Врх брда Морије у џамији Ел Акси где је Авраам хтео да жртвује Исака
- Гроб Христов у Храму Васкрсења Христовог
- Пета Статија у Улици Страдања - Via Dolorosa
- Бања Витезда, где је Христос исцелио одузетог
- Џамија Ел Акса на месту некадашњег Соломоновог храма
- Голгота - место на коме је Христос распет
- Улица у Старом граду, ноћу
- Комерцијални-тржни центар, Јерусалим
- Стара тржница
- Стара зграда са балконима
- Улична музичка група
- Улица
- Ботаничка башта
- Центар за уметност Перформанса
- Модеран мост (надвожњак)
- званичне резиденције премијера
- Јерусалим, зграда градске управе
- Народна библиотека Израела
- Академија уметности и дизајна - Бесалел - је национална академија за уметност и дизајн Израела
- Гора Херцл - Национално гробље
- Међународна конвенција центар (Јерусалим)
- Јерусалим библијски Зоо
- Јерусалим Ботанички врт
- Јерсуалимска главна аутобуска станица